# Seoul

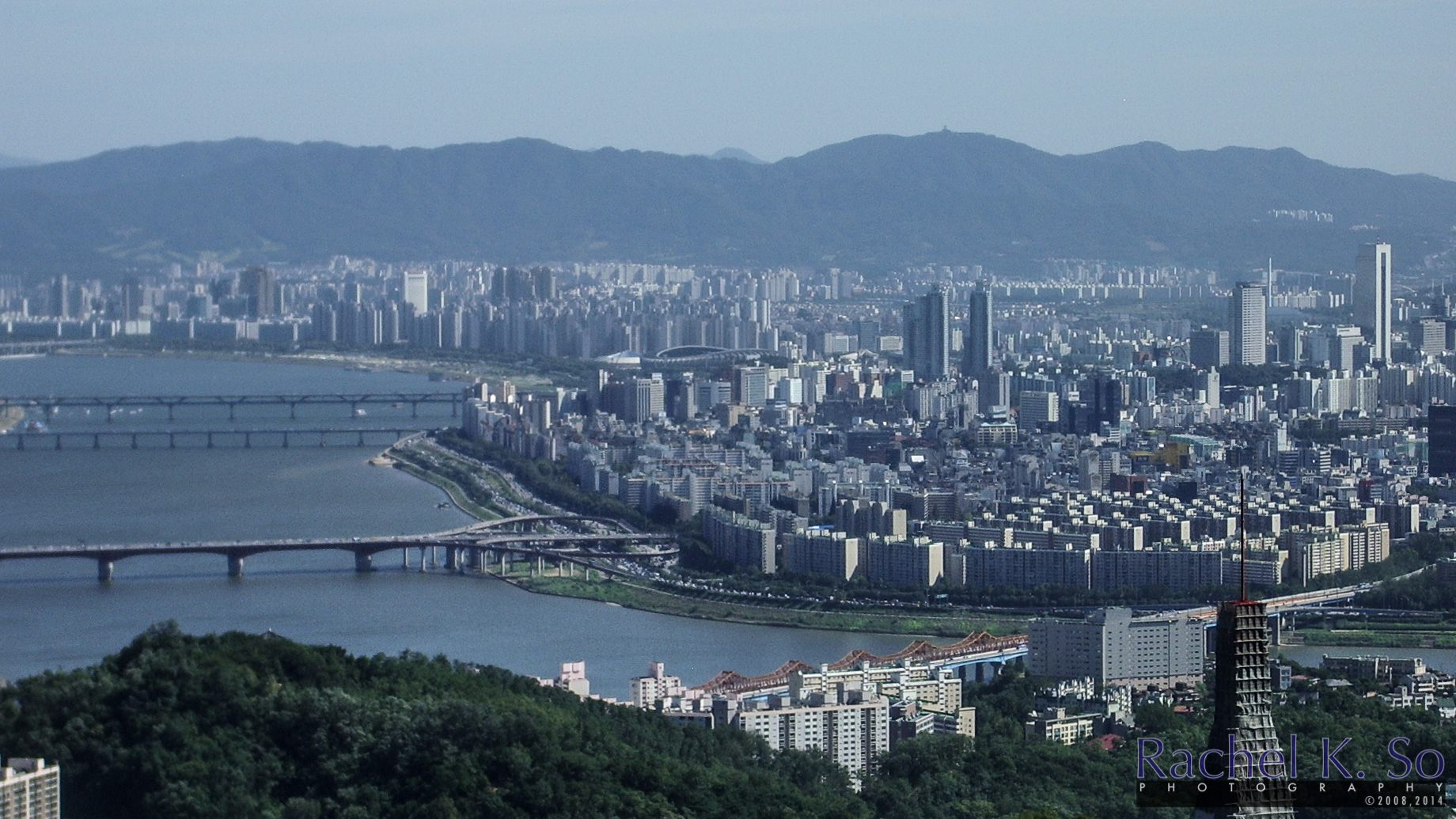
Một phần phía Đông của thành phố nhìn từ tháp N Seoul Tower trên đỉnh núi Namsan vào buổi sáng

Seoul (Hangul: 서울, phát âm tiếng Hàn Quốc: [sʰʌul]), tên chính thức là Thành phố Đặc biệt Seoul (Hangul: 서울특별시) là thủ đô kiêm đô thị lớn nhất của Hàn Quốc. Seoul nằm ở phía tây bắc sông Hán và là một thành phố toàn cầu.
Thành phố (theo cách gọi của Hàn Quốc là "Thị") cách biên giới với Cộng hòa Dân chủ Nhân dân Triều Tiên 50 km về phía nam, là khu vực chính của vùng thủ đô Seoul, có dân số là 26 triệu người (2020). Thành phố trở thành thủ đô của chính thể Đệ Nhất Đại Hàn Dân Quốc sau khi chính phủ Hàn Quốc được thành lập vào năm 1948. Seoul ngày nay là một trong những thành phố lớn nhất thế giới theo dân số và kết nối số.
Năm 2020, Seoul ghi nhận hơn 24,3 triệu phương tiện cơ giới được đăng ký, đây là nguyên nhân khiến cho tình trạng kẹt xe xảy ra thường xuyên. Trong những năm gần đây, chính quyền thành phố đã áp dụng nhiều biện pháp để làm sạch nước và không khí đang bị ô nhiễm, sự phục hồi của suối Cheonggyecheon là thành quả tiêu biểu của nhiều dự án làm đẹp đô thị lớn.

## Lịch sử

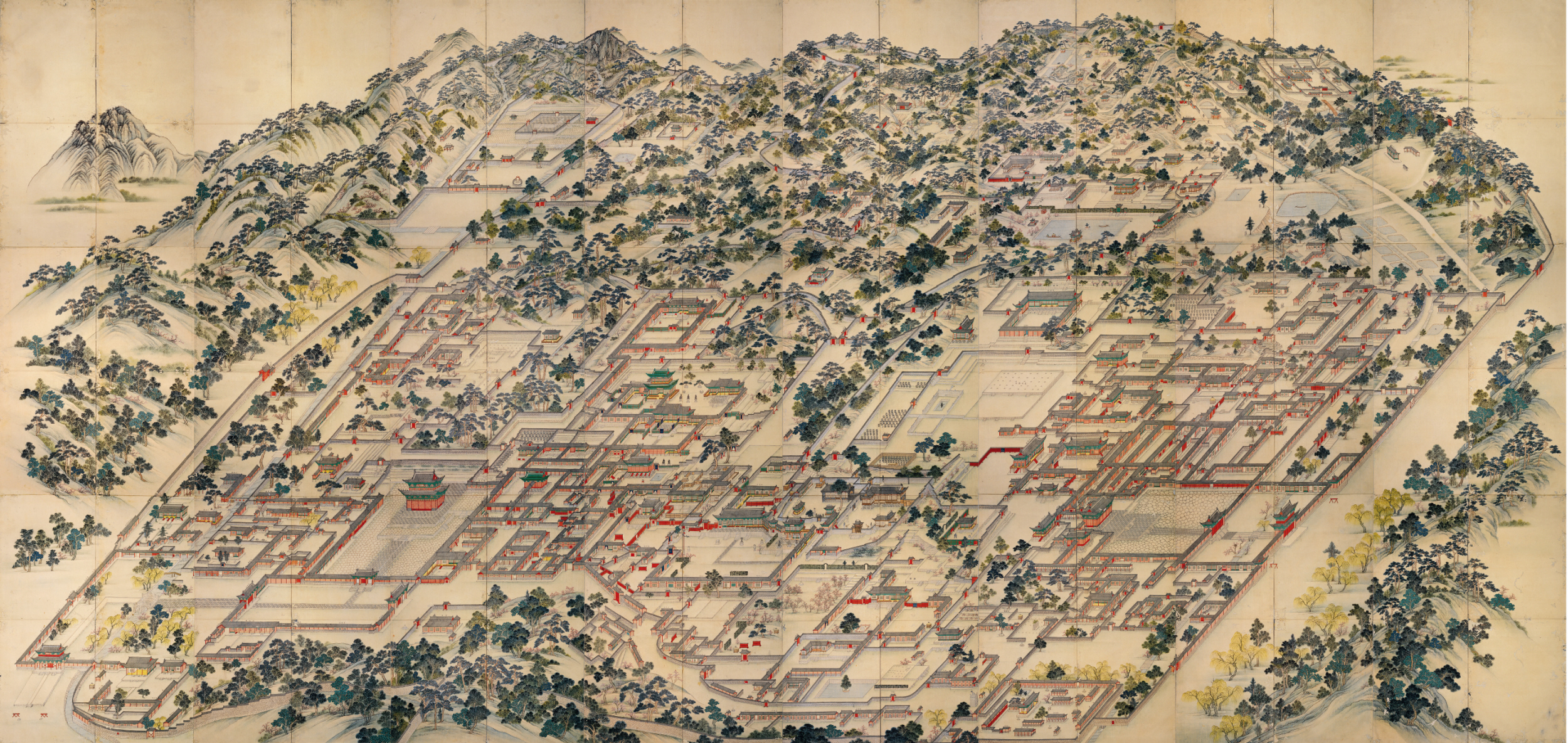
Đông Cung Đồ, bức tranh nổi tiếng của các họa sĩ hoàng gia thời Joseon mô phỏng Changdeokgung

### Chất lượng không khí

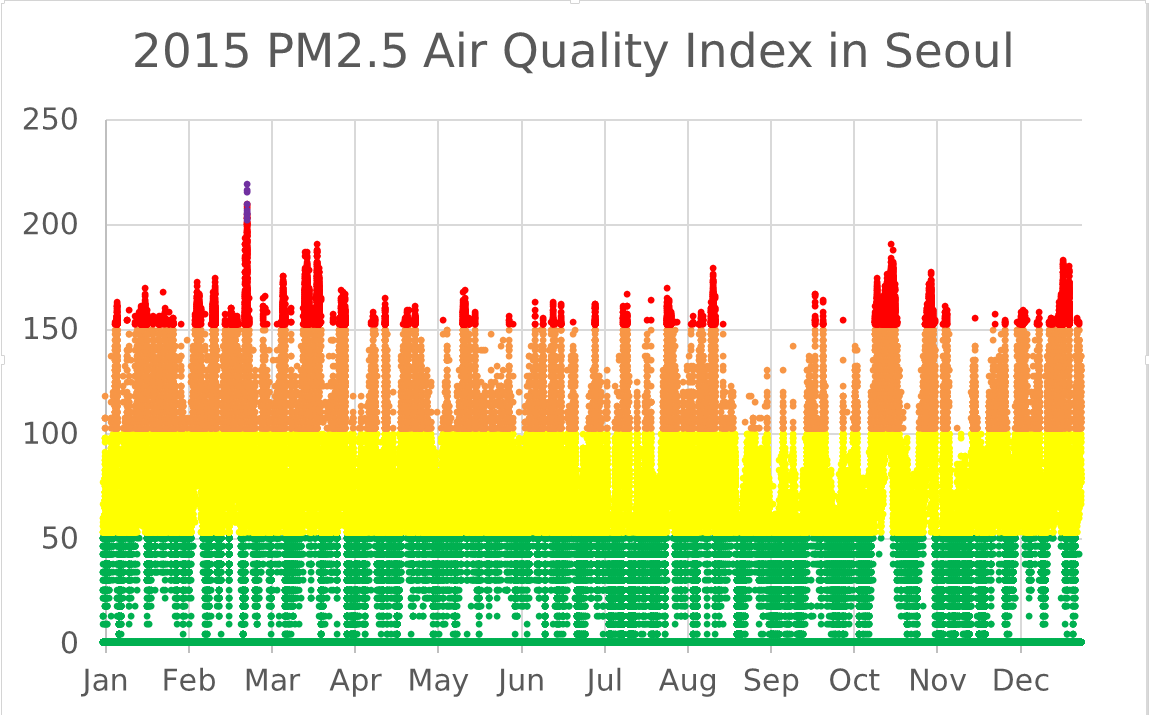
Rất không lành mạnh
Không lành mạnh
Không lành mạnh cho những nhóm nhạy cảm
Trung bình
Tốt Theo Chỉ số Hiệu suất Môi trường 2016, Hàn Quốc xếp thứ 173 trên 180 quốc gia về chất lượng không khí. Hơn 50% dân số ở Hàn Quốc tiếp xúc với mức độ bụi mịn nguy hiểm

### Cảnh quan thành phố

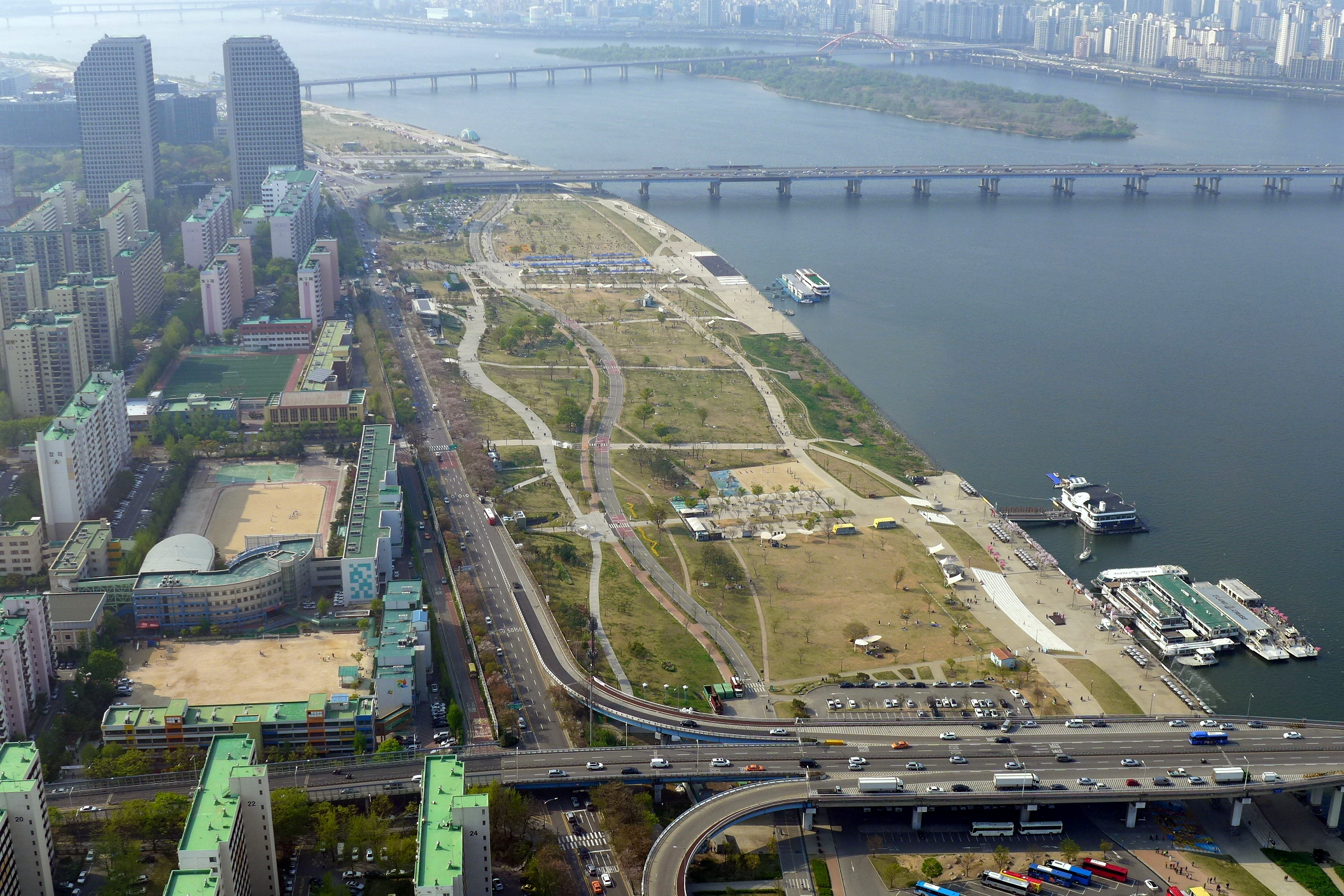
Công viên sông Hán

## Các tổ chức chính

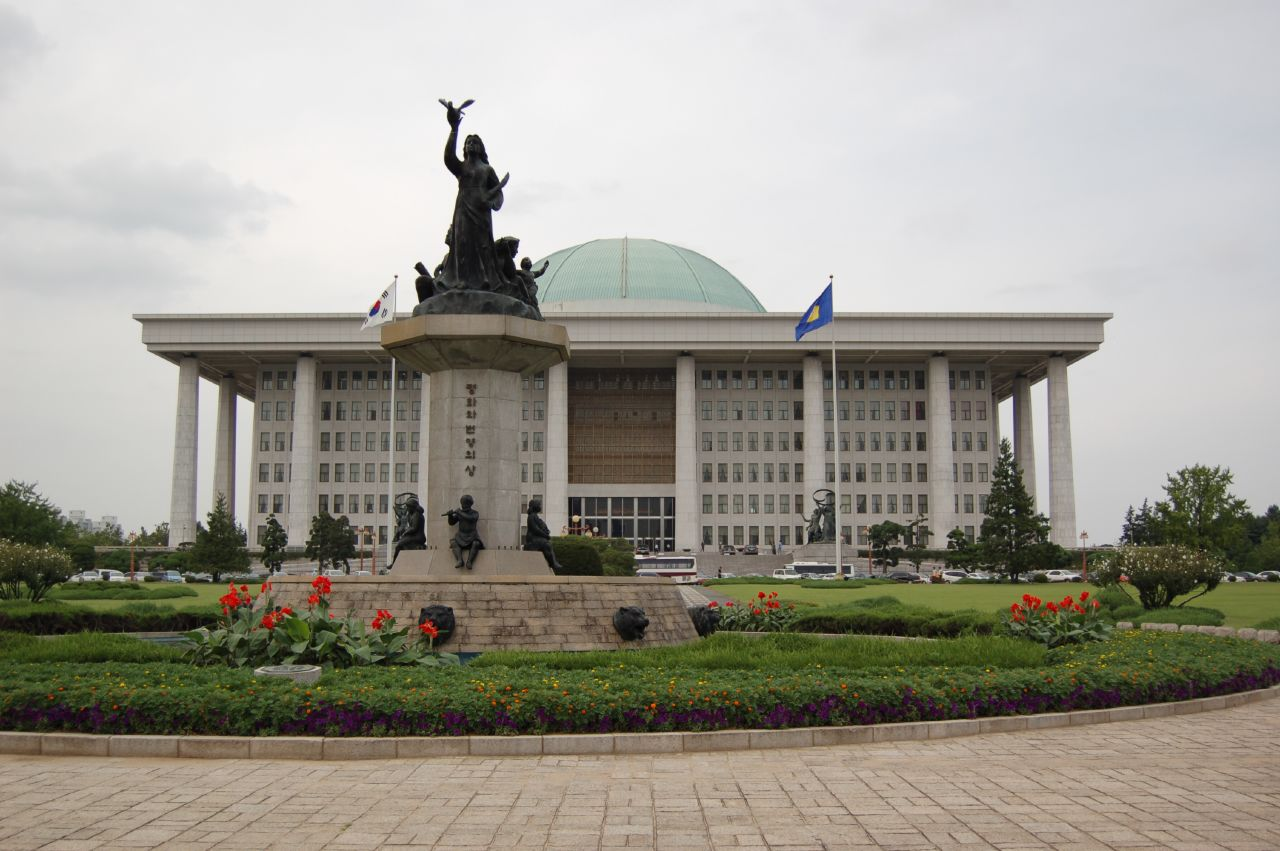
Toà nhà Quốc hội Hàn Quốc

## Kinh tế

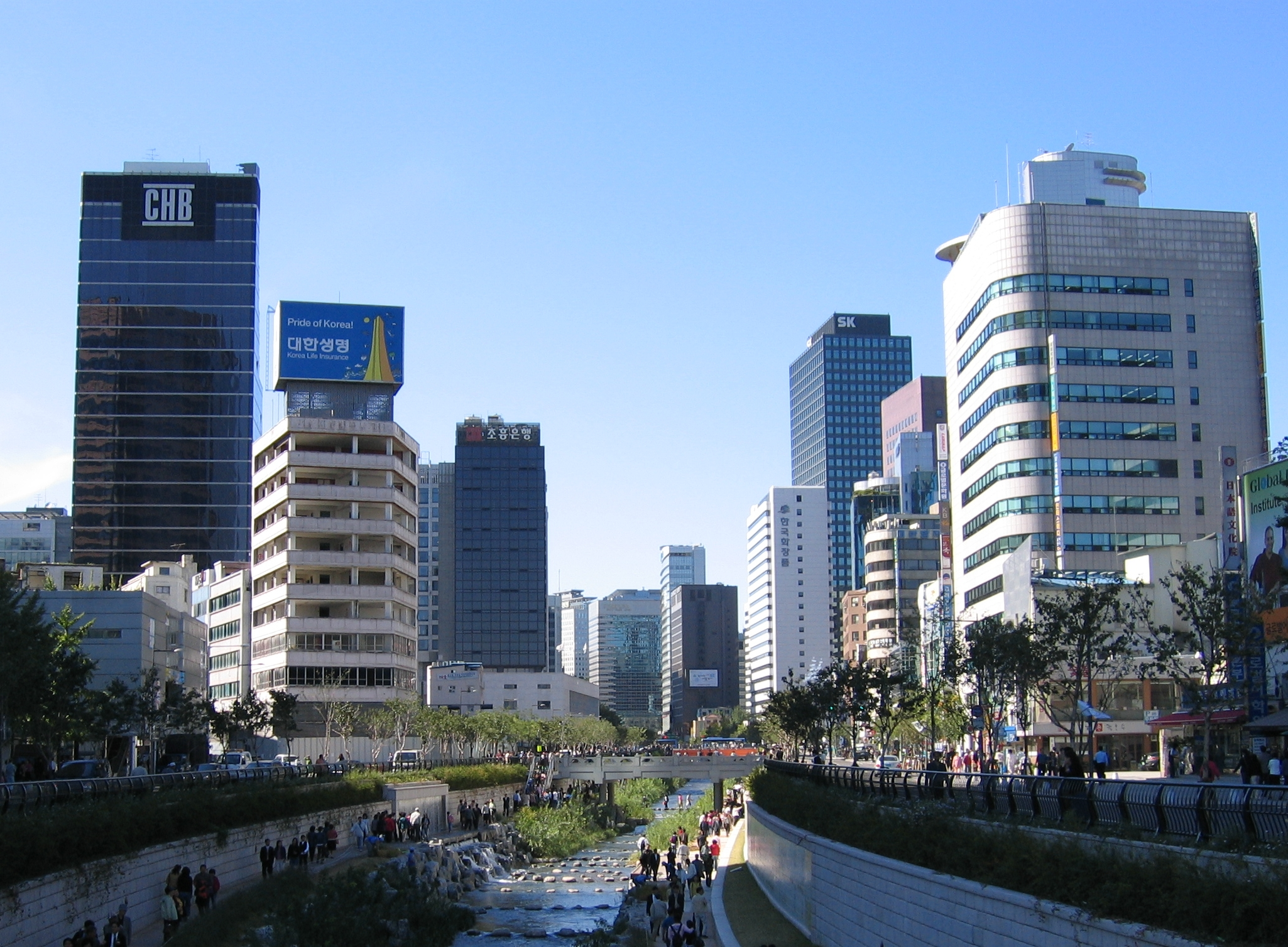
Cheonggyecheon chảy qua khu trung tâm Seoul

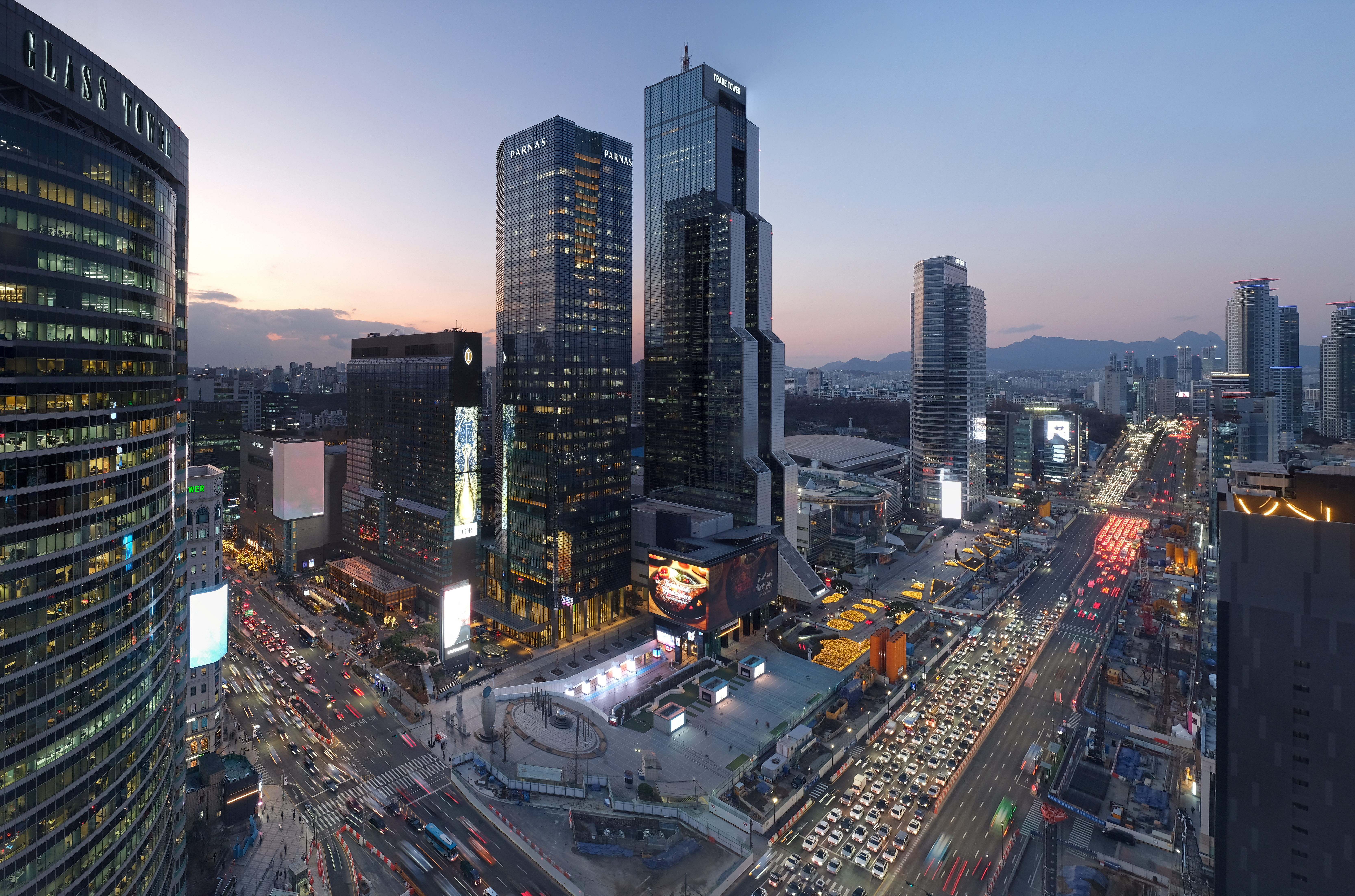
Khu thương mại ở Gangnam-gu

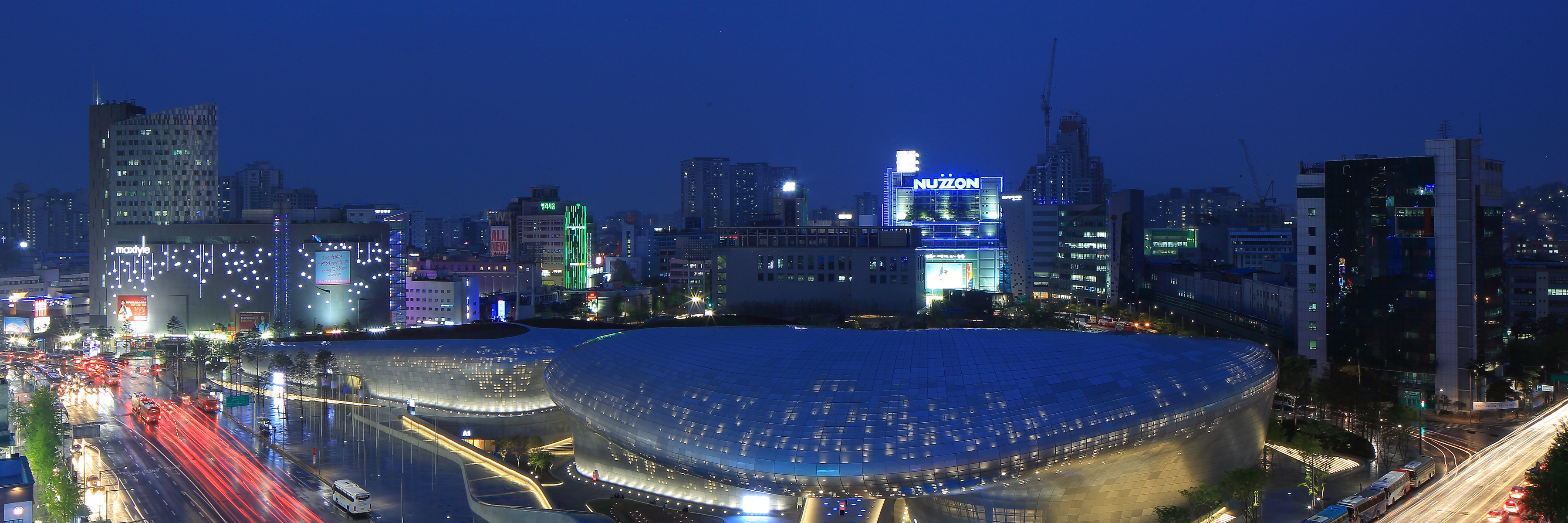
Dongdaemun Design Plaza